# Branko Karabatić
Branko Karabatić (* 1955 in Trogir, SFR Jugoslawien; † 11. Mai 2011 in Castelnau-le-Lez) war ein jugoslawischer bzw. kroatischer Handballspieler auf der Position des Torwarts. Nach seiner aktiven Karriere war er auch als Trainer tätig. Die beiden Handballspieler Nikola und Luka Karabatić sind seine Söhne.

## Leben
Karabatićs erste Profistation war RK Železničar Niš. Er wurde für die jugoslawische Auswahl berufen, gehörte aber nicht zum Aufgebot für die Olympischen Spiele 1980 in Moskau. 1985 zog er nach Straßburg und begann ein Engagement bei der ASL Robertsau Handball, mit der er auf Anhieb den Titel in der vierten Liga (Nationale 2) gewann. Seine Frau und sein im Vorjahr erstgeborener Sohn Nikola verblieben zunächst in Jugoslawien; nachdem sie ihr Studium beendet hatte, zogen beide nach Frankreich nach. Sein zweiter Sohn Luka kam 1988 in Straßburg zur Welt.
Karabatićs weitere Spielerstationen waren Colmar und Frontignan.
Bei der tunesischen Männer-Handballnationalmannschaft war er seit September 2008 als Co-Trainer neben Zoran Živković für die Torhüter zuständig. Zusätzlich war er als Torwarttrainer beim französischen Erstligisten Montpellier AHB tätig.
Branko Karabatić verstarb am 11. Mai 2011 nach langer Krankheit. Am 24. August 2011 wurde ihm zu Ehren die Handballhalle des Club de Handball de la Robertsau in Robertsau, einem Stadtteil von Straßburg, in Salle Branko Karabatić umbenannt.